# Каласатама (метростанция)
Метростанция Каласатама (на фински: Kalasatama; на шведски: Fiskhamnen) е станция на Хелзинкско метро, в столицата на Финландия. Станцията е отворена на 1 януари 2007 и обслужва източните части на централен Хелзинки, квартал Сьорняйнен. Районът е сега се състои основно от офиси, но след като пристанището се премести в квартал Вуосаари, ще бъдат изградени нови жилищни и търговски комплекси.
За разлика от повечето станции на „Метро“ в Хелзинки, Каласатама е построена върху съществуващите метро линия, което прави строителството по-трудно. Въпреки това, нормалният трафик през линията не е възпрепятстван, защото метростанция „Каласатама“ е една от двете метростанции в Хелзинки, които са построени с две отделни платформи от двете страни на линията, а не с една обща между линиите. Другата такава станция е Итякескус. Станцията е разположена на 1.1 километра от метростанция Сьорняйнен и на 1.8 километра от метростанция Kulosaari.

## Транспорт
На метростанцията може да се направи възка с автобуси с номера: 11, 16, 56, 68, 85N, 86N, 90A, 90N, 92N, 94N, 95N, 96N, 97N, 505.
- Метростанция Каласатама
- Перонът на метростанция Каласатама
- Строителството на станцията

|  | Тази страница частично или изцяло представлява превод на страницата Kalasatama metro station в Уикипедия на английски. Оригиналният текст, както и този превод, са защитени от Лиценза „Криейтив Комънс – Признание – Споделяне на споделеното“, а за съдържание, създадено преди юни 2009 година – от Лиценза за свободна документация на ГНУ. Прегледайте историята на редакциите на оригиналната страница, както и на преводната страница, за да видите списъка на съавторите. ВАЖНО: Този шаблон се отнася единствено до авторските права върху съдържанието на статията. Добавянето му не отменя изискването да се посочват конкретни източници на твърденията, които да бъдат благонадеждни. |